# Jan Brlica (młodszy)

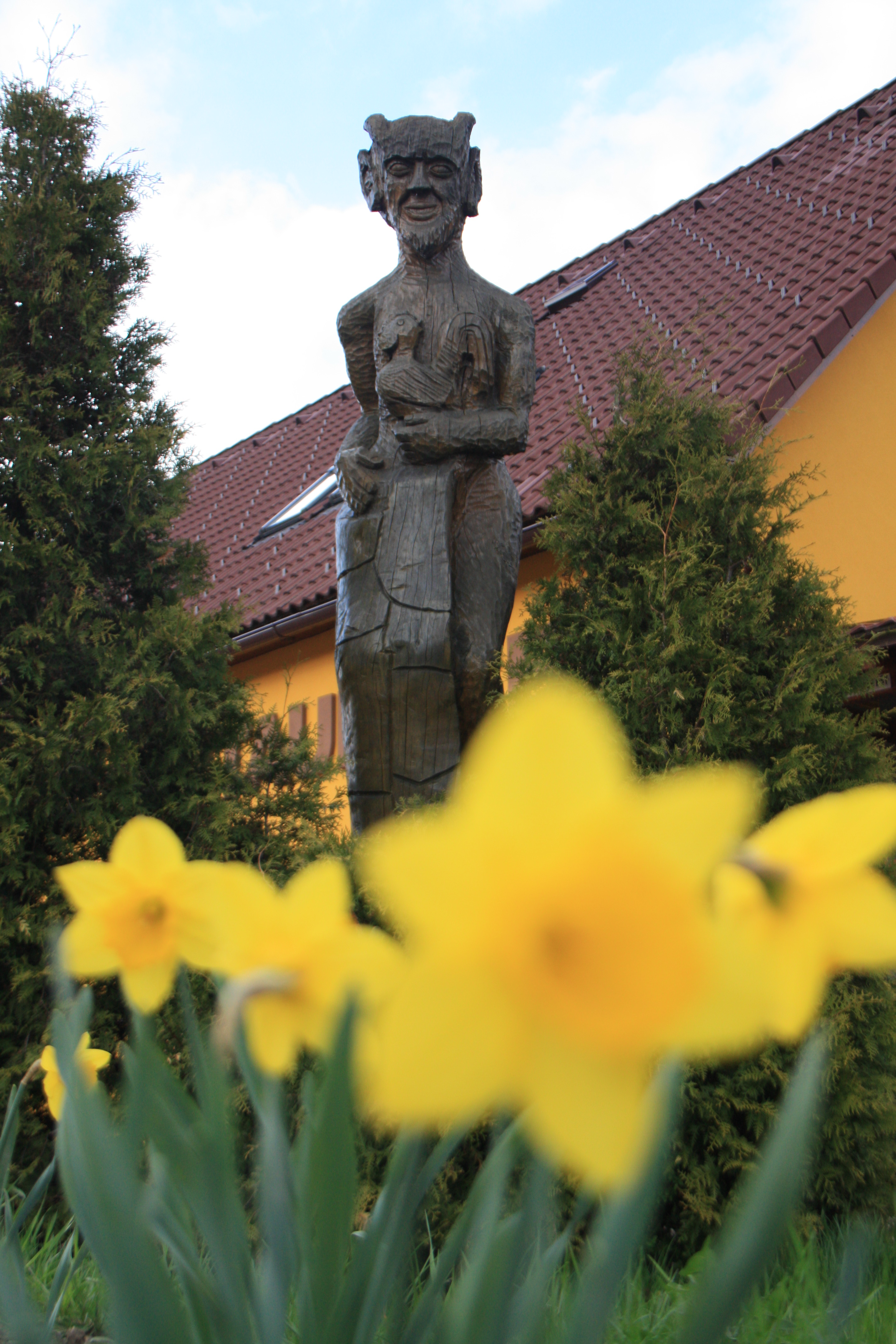
Diabeł autorstwa Jana Brlicy młodszego - rzeźba w miejscowości Lidečko

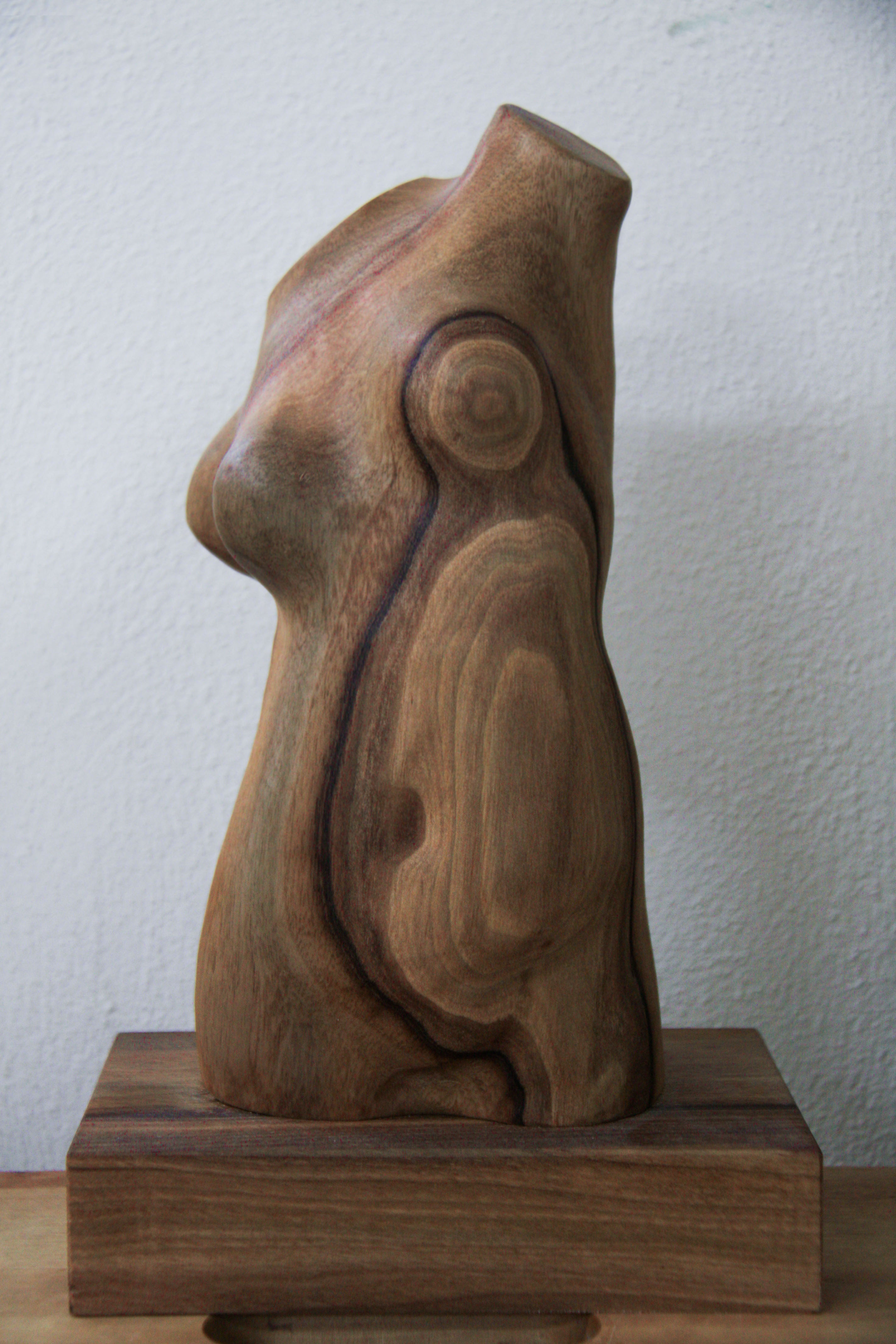
Tors. Ludowy akt o greckich proporcjach autorstwa rzeźbiarza Jana Brlicy młodszego. Wykonane z drewna orzechowego.

Jan Brlica (młodszy) (ur. 1978 we Francova Lhota, Czechy) – leśnik i rzeźbiarz z morawskiej Wołoszczyzny, myśliwy. Rzeźbiarstwa uczył się od swojego ojca, Jana Brlicy (starszego), uznanego artysty.

## Twórczość
Artysta głównej inspiracji do tworzenia szuka w przyrodzie i krajobrazie ojczystej Wołoszczyzny. Do najważniejszych jego prac należą indiańskie totemy i łodzie - projekty te zrealizował wspólnie ze swoim ojcem Janem Brlicą dla Ogrodu Zoologicznego w Brnie.
Najczęściej używanym materiałem  w jego pracach jest drewno lipowe. Do wykonywania rzeźb przeznaczonych do ekspozycji na zewnątrz, przez co narażonych na oddziaływanie zmiennych warunków atmosferycznych, rzeźbiarz wykorzystuje drewno twardsze i bardziej odporne np. dąb. 
Jego prace są wystawiane w muzeach i galeriach.